# Джерге-Тал
Джерге-Тал (кирг. Жерге-Тал) — село Аксыйского района, Джалал-Абадской области Кыргызстана. Административный центр Джерге-Талского аильного округа.
Находится на северо-западе от областного центра — города Джалал-Абад.
Высота над уровнем моря — 1300 м.

## Население
По состоянию на начало 2021 года население составляло 5 436 жителей (в 2009 году — 4480 чел.).
Среди жителей Джерге-Тал киргизы — 94,5 %, узбеки — 5 %, русские — 0,5 %.

## История
Основано в 1890 году под названием Успеновка.
До 1990 года входило в состав Ошской области.
Установлен памятник, погибшим в годы Великой Отечественной войны.